# Coccothrinax moaensis
Coccothrinax moaensis är en enhjärtbladig växtart som först beskrevs av Attila L. Borhidi och Onaney Muñiz, och fick sitt nu gällande namn av Onaney Muñiz. Coccothrinax moaensis ingår i släktet Coccothrinax och familjen Arecaceae. Inga underarter finns listade i Catalogue of Life.